# Epibidis godmani
Epibidis godmani är en insektsart som beskrevs av Fowler 1905. Epibidis godmani ingår i släktet Epibidis och familjen sporrstritar. Inga underarter finns listade i Catalogue of Life.